# Grands Prix automobiles de la saison 1927
Champion du monde des constructeurs AIACR
 Delage
1926 1928
La saison de Grands Prix automobiles 1927 est la troisième saison du Championnat du monde des manufacturiers organisé par l'Association Internationale des Automobile Clubs Reconnus (AIACR). Cette année, le championnat est remporté par le constructeur français Delage.

## Grands Prix de la saison

### Grands Prix du championnat
| Grand Prix                                                                                | Circuit      | Date        | Pilote vainqueur | Constructeur vainqueur | Résultats |
| ----------------------------------------------------------------------------------------- | ------------ | ----------- | ---------------- | ---------------------- | --------- |
| 500 miles d'Indianapolis                                                                  | Indianapolis | 30 mai      | George Souders   | Duesenberg             | Résultats |
| Grand Prix de l'ACF                                                                       | Montlhéry    | 3 juillet   | Robert Benoist   | Delage                 | Résultats |
| Grand Prix d'Espagne                                                                      | Lasarte      | 31 juillet  | Robert Benoist   | Delage                 | Résultats |
| Grand Prix d'Italie                                                                       | Monza        | 4 septembre | Robert Benoist   | Delage                 | Résultats |
| Grand Prix du RAC                                                                         | Brooklands   | 1er octobre | Robert Benoist   | Delage                 | Résultats |
| Le Grand Prix d'Italie est également connu sous le nom de Grand Prix automobile d'Europe. |              |             |                  |                        |           |

### Autres Grands Prix
| Grand Prix                      | Circuit       | Date         | Pilote vainqueur   | Constructeur vainqueur | Résultats |
| ------------------------------- | ------------- | ------------ | ------------------ | ---------------------- | --------- |
| Grand Prix de Tripoli           | Tripoli       | 6 mars       | Emilio Materassi   | Bugatti                | Résultats |
| Grand Prix de l'Ouverture       | Montlhéry     | 13 mars      | Robert Benoist     | Delage                 | Résultats |
| Circuito del Pozzo              | Vérone        | 20 mars      | Gaspare Bona       | Bugatti                | Résultats |
| Grand Prix de Provence          | Miramas       | 27 mars      | Louis Chiron       | Bugatti                | Résultats |
| Targa Florio                    | Madonies      | 24 avril     | Emilio Materassi   | Bugatti                | Résultats |
| Grand Prix de Casablanca        | Casablanca    | 1er mai      | G. Rost            | Georges Irat           | Résultats |
| Coppa di Messina                | Messine       | 8 mai        | Antonio Caliri     | Bugatti                | Résultats |
| Circuito di Alessandria         | Alexandrie    | 8 mai        | Gaspare Bona       | Bugatti                | Résultats |
| Circuito del Savio              | Ravenne       | 15 mai       | Gaspare Bona       | Bugatti                | Résultats |
| Grand Prix de Bourgogne         | Dijon         | 27 mai       | Raymond Leroy      | Bugatti                | Résultats |
| Coppa di Perugia                | Pérouse       | 29 mai       | Emilio Materassi   | Itala                  | Résultats |
| Grand Prix de Rome              | Parioli       | 12 juin      | Tazio Nuvolari     | Bugatti                | Résultats |
| Grand Prix de Picardie          | Péronne       | 12 juin      | Philippe Auber     | Bugatti                | Résultats |
| Circuit des Gattières           | Nice          | 12 juin      | Edward Bret        | Bugatti                | Résultats |
| Circuit de Thuin                | Thuin         | 12 juin      | Joseph Reynartz    | Bugatti                | Résultats |
| Eifelrennen                     | Nürburgring   | 19 juin      | Rudolf Caracciola  | Mercedes-Benz          | Résultats |
| Prix de Bologne                 | Bologne       | 19 juin      | Emilio Materassi   | Bugatti                | Résultats |
| ACF Free For All Race           | Montlhéry     | 2 juillet    | Albert Divo        | Talbot                 | Résultats |
| Coupe de la commission sportive | Montlhéry     | 2 juillet    | André Boillot      | Peugeot                | Résultats |
| Grand Prix de la Marne          | Reims         | 10 juillet   | Philippe Étancelin | Bugatti                | Résultats |
| Grand Prix de Saint-Sébastien   | Lasarte       | 25 juillet   | Emilio Materassi   | Bugatti                | Résultats |
| Coppa Acerbo                    | Pescara       | 6 août       | Giuseppe Campari   | Alfa Romeo             | Résultats |
| Grand Prix du Comminges         | Saint-Gaudens | 7 août       | François Eysserman | Bugatti                | Résultats |
| Coppa Montenero                 | Montenero     | 14 août      | Emilio Materassi   | Bugatti                | Résultats |
| Grand Prix de la Baule          | La Baule      | 25 août      | George Eyston      | Bugatti                | Résultats |
| Grand Prix de Milan             | Monza         | 4 septembre  | Pietro Bordino     | Fiat                   | Résultats |
| Grand Prix de Boulogne          | Boulogne      | 10 septembre | Malcolm Campbell   | Bugatti                | Résultats |
| Solituderennen                  | Solitude      | 18 septembre | August Momberger   | Bugatti                | Résultats |
| Circuit de Thuin                | Thuin         | 18 septembre | Freddy Charlier    | Bugatti                | Résultats |
| Circuito del Garda              | Salò          | 9 octobre    | Tazio Nuvolari     | Bugatti                | Résultats |
| Junior Car Club 200 mile race   | Brooklands    | 15 octobre   | Malcolm Campbell   | Bugatti                | Résultats |
| Coupe du Salon                  | Montlhéry     | 16 octobre   | Michel Doré        | La Licorne             | Résultats |
| Circuito di Apuano              | Carrare       | 28 octobre   | "Niccoli"          | Bugatti                | Résultats |

## Classement du Championnat du monde des constructeurs
| Pos. | Constructeur    | 500 | FRA | ESP | ITA | GBR | Total points |
| ---- | --------------- | --- | --- | --- | --- | --- | ------------ |
| 1    | Delage          |     | 1   | 1   | 1   | 1   | 10           |
| 2    | Miller          | 2   |     |     | 3   |     | 23           |
| 3    | Duesenberg      | 1   |     |     | Ab. |     | 24           |
| —    | Bugatti         |     |     | 2   |     | 4   | 24           |
| 5    | O.M.            |     |     |     | 2   |     | 26           |
| 6    | Talbot          |     | 4   |     |     |     | 28           |
| —    | Cooper          | 6   |     |     |     |     | 28           |
| —    | Detroit         | 8   |     |     |     |     | 28           |
| 9    | Halford Special |     | Ab. |     |     |     | 29           |
| —    | Fengler         | Ab. |     |     |     |     | 29           |
| —    | Maserati        |     |     | Ab. |     |     | 29           |
| —    | Thomas Special  |     |     |     |     | Ab. | 29           |
| Pos. | Constructeur    | 500 | FRA | ESP | ITA | GBR | Total points |

| Couleur | Résultat                     |
| ------- | ---------------------------- |
| Or      | Vainqueur                    |
| Argent  | 2e place                     |
| Bronze  | 3e place                     |
| Vert    | Terminé, dans les points     |
| Bleu    | Terminé, pas dans les points |
| Violet  | Abandon (Ab.) ou (Ret)       |
| Violet  | Non classé (NC)              |
| Rouge   | Pas qualifié (DNQ)           |
| Noir    | Disqualifié (DSQ)            |
| Blanc   | Pas au départ (DNS)          |
| Blanc   | Forfait (WD)                 |
| Blanc   | N'a pas participé (DNP)      |
| Blanc   | Blessé (INJ)                 |
| Blanc   | Exclu (EX)                   |
| Blanc   | Course annulée (C)           |